# Patrick Janik
Patrick Janik (* 26. März 1976 in Starnberg) ist ein deutscher Politiker der unabhängigen Wählergruppe (UWG). Er ist seit Mai 2020 Bürgermeister der Stadt Starnberg. Seine Vorgängerin war Eva John.

## Leben
Janik wuchs als Sohn des Juristen und Kommunalpolitikers Heiner Janik (CSU) in Starnberg auf, besuchte dort die Grundschule und das Gymnasium, welches er 1995 mit seinem Abitur abschloss. Seinen Zivildienst leistete er im Bereich der mobilen Altenpflege. Anschließend absolviert er sein Jurastudium an der Ludwig-Maximilians-Universität München. Nach Abschluss der beiden Staatsexamen arbeitete er in mehreren Kanzleien mit den Schwerpunkten öffentliches Recht und Immobilienrecht. Seit 2015 sitzt er im Starnberger Stadtrat und ist seit 2016 Fraktionsvorsitzender seiner Gruppierung.
Als Kandidat von CSU, SPD sowie zwei unabhängigen Wählergruppen (UWG) und (BLS) gewann er bei der Kommunalwahl 2020 gegen die Amtsinhaberin Eva John.
Er ist verheiratet und hat eine Tochter.